# بيج دوج
بيج دوج، روبوت عسكري من ذوات الأربع مستقر ديناميكيًا تم تصميمه في عام 2005 من قبل معامل بوسطن ديناميكس (المملوكة حاليا لمجموعة سوفت بانك) بالتعاون مع معامل فوستر ميلر، ومختبر الدفع النفاث التابع لناسا، ومحطة كونكورد الميدانية بجامعة هارفارد بتمويل من وكالة مشاريع البحوث المتقدمة للدفاع، ومع ذلك تم تعليق المشروع بعد اكتشاف ان صوته عالي جدا لا يصلح للسير في ميادين القتال.

## التاريخ

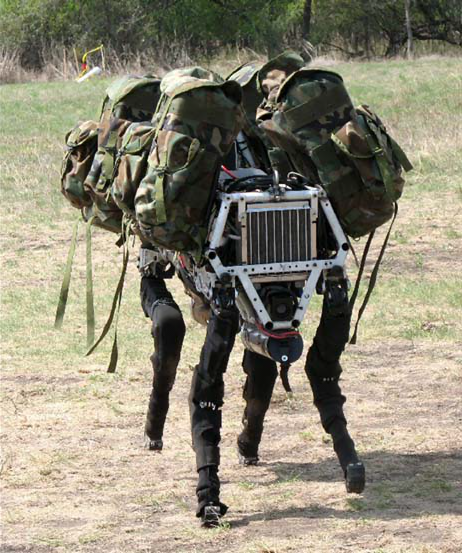
صورة نموذج بيج دوج داخل وكالة مشاريع البحوث المتقدمة للدفاع، عام 2007.

صرحت وكالة مشاريع البحوث المتقدمة للدفاع عن نيتها في تمويل مشروع بيج دوج العسكري على أمل أن تكون بمثابة بغل روبوتي لمرافقة الجنود في التضاريس الصعبة للمركبات التقليدية، حيث يعتمد الروبوت على أربعة أرجل للحركة بدلا من العجلات أو الإطارات كباقي الروبوتات أو المركبات مما يسمح له بالتحرك بسهولة على الأراضي الوعرة. تحتوي الأرجل على مجموعة متنوعة من أجهزة الاستشعار حتى في المفاصل والأجزاء التي يمكن أن تلامس الأرض. يحتوي أيضا على جيروسكوب ليزر ونظام رؤية استريو.

## الوصف
يبلغ طول بيج دوج 3 قدم (0.91 م) و 2.5 قدم (0.76 م) ارتفاعا ويزن 240 رطلا (110 كجم) تقريبا وبذلك فهو قريب جدا من مواصفات البغل الصغير. يتملك الروبوت القدرة على تجاوز التضاريس الصعبة بسرعة تصل إلى 4 ميل/ ساعة (6.4 كم\ساعة) مع حمل 340 باوند (150 كجم) كما يستطيع صعود منحدر على زاوية 35 درجة.
يتم التحكم في حركة الروبوت من خلال كمبيوتر مدمج يستقبل المدخلات من أجهزة الاستشعار المختلفة، كما تتم إدارة التنقل والتوازن أيضًا بواسطة نظام التحكم.
يتم التحكم في نمط المشي من خلال أربعة أرجل، كل منها مزود بأربعة مشغلات أسطوانات هيدروليكية منخفضة الاحتكاك تعمل على تشغيل المفاصل. يمتلك الروبوت درجة حرية عالية تؤهله للجلوس والزحف والمشي والجري (يستطيع الروبوت محاكاة أساليب الحيوانات في المشي أو الجري فعلى سبيل المثال يستطيع المشي بثلاثة أرجل ورفع الرجل الرابعة). تختلف سرعة انتقال بيج دوج من 0.45 ميل في الساعة (0.2 م/ ث) إلى 3.6 ميل في الساعة (1.6 م/ ث).
يوجد ما يقرب من 50 جهاز استشعار داخل بيج دوج لقياس البيئة من حوله كدرجة الحرارة ونوع التربة وميلها ولقياس متغيراته كسرعته وتسارعه وحركة وقوة المحركات المشتركة وكذلك سرعة المحرك ودرجة الحرارة والضغط الهيدروليكي داخل المحرك الداخلي للروبوت. يتم التحكم في المستوى المنخفض للروبوت، مثل موضع وقوة المفاصل والتحكم على مستوى عال مثل السرعة والارتفاع أثناء الحركة، من خلال كمبيوتر داخلي.
بحلول صيف عام 2012 ، خططت وكالة مشاريع البحوث المتقدمة للدفاع لاستكمال التطوير الشامل للنظام وتحسين قدراته الرئيسية في 18 شهرًا فقط، قبل أن يتم تسليمه للجيش وأنه يجب أن يكون الروبوت قادرًا على إثبات قدرته على إكمال رحلة طولها 20 ميلًا (32 كم) في غضون 24 ساعة فقط دون إعادة التزود بالوقود، بينما يحمل حمولة 400 رطل (180 كجم). وسيتم أيضا تحسين أجهزة استشعار الرؤية.
في نهاية فبراير 2013، أصدرت بوسطن دايناميك لقطات فيديو للروبوت معدلة بذراع. يمكن للذراع التقاط الأشياء ورميها. يعتمد الروبوت على ساقيه وجذعه للمساعدة في تشغيل حركات الذراع. ويعتقد أنه يمكن رفع الأثقال حوالي 50 رطلاً (23 كجم).

## الظهور الاعلامي
ظهر بيج دوج في العديد من وسائل الاعلام المرئية منها كبرامج ويب جانك 20 وهانجري بيست، والمقروءة كمقالات في مجلة نيو ساينتيست، بوبيولار ساينس، وبوبيلار ميكانكس ووول ستريت جورنال.
في 23 مارس 2008، أصدرت بوسطن دايناميك لقطات فيديو للجيل الجديد من بيج دوج والذي يدعي ألفا دوج تظهر تلك الفيديوهات مجموعة مهارات واسعة على التضاريس الجليدية واستعادة توازنها عند الركل من الجانب أكبر من مهارات بيج دوج. في فبراير 2012، وبدعم إضافي من وكالة مشاريع البحوث المتقدمة للدفاع، أظهر متغير نظام دعم الأرجل ذات النمط العسكري (LS3) من الروبوت مدى كفائته في صعود التضاريس الصعبة.

## التعليق
في نهاية ديسمبر 2015، تم إيقاف المشروع. على الرغم من الآمال المعلقة في عملها كبغله للجنود الأمريكيين في الميدان، إلا أن المحرك الذي يعمل بالغاز كان صاخبا للغاية لاستخدامه في القتال. كان مشروع مشابه لروبوت يعمل بالكهرباء بالكامل اسمه سبوت. بالرغم من كون الأخير أكثر هدوءًا إلا انه لم يكن يحمل سوى 40 رطلاً (18 كجم). تم تعليق كلا المشروعين. في الأونة الأخيره أعلنت الوكالة عن نيتها في بدء مشروع سبوت ميني.

## المعدات
يتم تشغيل بيج دوج بواسطة محرك جورت ثنائي الأشواط، أحادي الأسطوانة، بقوة 15 الفرامل (11 كيلو وات) يعمل بأكثر من 9000 دورة في الدقيقة. يقوم المحرك بتشغيل مضخة هيدروليكية، والتي بدورها تقوم بتشغيل مشغلات الأرجل الهيدروليكية. تحتوي كل ساق على أربعة مشغلات (اثنان لمفصل الورك، وواحد لكل من مفصل الركبة والكاحل)، بمجموع 16 مشغل. كل مشغل يتكون من أسطوانة هيدروليكية، وصمام مؤازر، ومستشعر موضع، ومستشعر للقوة.
قوة الحوسبة المدمجة هي كومة PC / 104 قوية وعرة مع كمبيوتر بنتيوم 4 يشغل كيو إن إكس.

## رئيس المشروع
ترأس الدكتور مارتن بيوهلر من جامعة مكغيل مشروع تصميم الروبوت، وحصل منه على جائزة جوزيف إنغيلبيرغر من جمعية الروبوتات الصناعية في عام 2012. تم اختياره رئيسا للمشروع لخبرته في مشاريع تطوير روبوتات المشي والجري بأربع أرجل.

## وصلات خارجية
- الصفحة الرسمية لبيج دوج على وكالة مشاريع البحوث المتقدمة للدفاع.
- بيج دوج مارس 2008- على اليوتيوب.